# Menesida carinifrons
Menesida carinifrons är en skalbaggsart som beskrevs av Aurivillius 1922. Menesida carinifrons ingår i släktet Menesida och familjen långhorningar. Inga underarter finns listade i Catalogue of Life.